# Лугиня
Лугиня (словац. Luhyňa) — село в окрузі Требішов Кошицького краю Словаччини. Площа села 6,84 км². Станом на 31 грудня 2016 року в селі проживало 317 жителів.

## Історія
Перші згадки про село датуються 1263 роком.

## Географія
Протікає річка Гечка.

## Населення
| Рік:            | 1994. | 2004.    | 2014. | 2024.   |
| --------------- | ----- | -------- | ----- | ------- |
| Кількість осіб: | 351   | 313      | 313   | 294     |
| Різниця:        |       | -10,82 % | +0 %  | -6,07 % |

| Рік:            | 2023. | 2024.   |
| --------------- | ----- | ------- |
| Кількість осіб: | 301   | 294     |
| Різниця:        |       | -2,32 % |